# Gaius Dillius Aponianus
Gaius Dillius Aponianus (vollständige Namensform Gaius Dillius Luci filius Auli nepos Sergia Aponianus) war ein im 1. Jahrhundert n. Chr. lebender römischer Politiker.
Durch eine unvollständig erhaltene Inschrift, die bei Córdoba gefunden wurde, sind die Anfänge der Laufbahn von Aponianus bekannt. Er leistete zunächst seinen Militärdienst als Tribunus militum in der Legio IIII Macedonica, die ihr Hauptlager in Mogontiacum im Heeresbezirk Germania superior hatte. Danach übte er im Rahmen des Vigintivirats für ein Jahr das Amt eines IIIvir capitalis in Rom aus. Im Anschluss war er als Quaestor dem Statthalter der Provinz Sicilia zugeordnet. Nach Rom zurückgekehrt, wurde er Tribunus plebis und Praetor.
Danach war Aponianus Kommandeur (Legatus legionis) der Legio III Gallica, die ihr Hauptlager in Oescus in der Provinz Moesia hatte. Er wird von Tacitus in den Historiae (Buch III, 10–11) erwähnt; daraus geht hervor, dass er sich im Jahr 69 mit seiner Legion bei Verona auf die Seite von Vespasian stellte. In der Inschrift ist nach dem Kommando über die Legion noch ein weiteres Amt aufgeführt; er war wohl Statthalter (Legatus pro praetore) in einer Provinz, deren Name in der Inschrift verloren ist.
Als Belohnung für seine Teilnahme an dem Feldzug gegen Vitellius dürfte er in einem der folgenden Jahre einen Suffektkonsulat erhalten haben, denn durch eine weitere Inschrift ist belegt, dass er vom 1. Juli bis zum 31. Dezember des Jahres 73 das konsulare Amt des curator riparum et alvei Tiberis bekleidete.
Aponianus war in der Tribus Sergia eingeschrieben. Er stammte vermutlich aus Córdoba, wo ihm zu Ehren die Inschrift errichtet wurde. Verwandte von ihm waren vermutlich Gaius Dillius Vocula (möglicherweise sein Bruder) und Marcus Aponius Saturninus.